# Aeroitba Petrel 912i
Aeroitba Petrel 912i (с исп. — «Буревестник») — экспериментальный спортивный самолёт сконструированный студентами и преподавателями аргентинского института ITBA. Разработка самолёта ведётся с 2005 года. Впервые самолёт был представлен 11 марта 2007 года на выставке "Convención en vuelo", организованной «Ассоциацией экспериментальной авиации», на аэродроме имени генерала Родригеса (провинция Буэнос-Айрес).
Спроектирован на базе американского самолёта Rans S-6 Coyote.

## Тактико-технические характеристики
Технические характеристики
- Экипаж: 1 человек
- Пассажировместимость: 2 пассажира
- Грузоподъёмность: 220 кг
- Длина: 6,1 м
- Размах крыла: 9,6 м
- Высота: 1,75 м
- Масса пустого: 315 кг
- Максимальная взлётная масса: 535 кг
- Силовая установка: 1 ×  Rotax 912
- Мощность двигателей: 1 × 80 л.с.

Лётные характеристики
- Максимальная скорость: 210 км/ч
- Крейсерская скорость: 150 км/ч
- Практический потолок: 5 000 м